# Ustedes son formidables
Ustedes son formidables va ser un programa radiofònic de la Cadena SER, dirigit per Ángel Carbajo i presentat per Alberto Oliveras Mestre. Es va emetre els dimecres 22.30 entre el 18 d'octubre de 1960 i juny de 1977.

## Contingut
Basat en un format francès que Alberto Oliveras Mestre va portar de París, l'espai era un instrument per a apel·lar a la solidaritat ciutadana davant situacions dramàtiques, quotidianes o excepcionals, que el programa presentava des d'una perspectiva humana en cadascuna de les seves emissions.
Així, en la seva primera emissió 1960, es van recaptar vuitanta mil pessetes per a ajudar un grup de dones que havien organitzat un festival musical i artístic a Madrid amb la finalitat de finançar una guarderia infantil.
Posteriorment, el 1961, el desbordament d'un riu a Sevilla va permetre recaptar 3 milions de pessetes, una quantitat de diners molt considerable per a l'època.
El programa va marcar tota una època (1960-1977) a Espanya i és considerat com un de les grans fites en la història de la ràdio en aquest país.
Comptava amb el patrocini de la marca Gallina Blanca i la sintonia del programa era la simfonia del Nou Món d'Antonín Dvořák.

## Premis
L'espai va ser guardonat amb un dels Premis Ondas 1970 de la ràdio.

## Equip de realització
Componien l'equip de realització Juan Vives, Enrique Blanco, Jesús Alarcos, José Luis Tejero, Francisco José Tomillo, Esteban Cabadas, Emilio Olabarrieta i Manuel Martín Salas. A més de la direcció, Ángel Carbajo era el responsable de la coordinació.